# Schwarze Witwe (Archiv)
D.I.W.A., die Frauenforschungsstelle Münster e.V., ist eine Bibliothek und ein Archiv, das sich ausschließlich an Frauen richtet und den Schwerpunkt auf Frauen- und Geschlechterforschung und (regionale) Frauengeschichte legt. Sie ist untergebracht im C.U.B.A., der Kultur- und Begegnungsstätte in der Achtermannstraße.

## Geschichte
Die Forschungsstelle hat sich aus einer Arbeitsgruppe der Volks-Uni Münster 1985 und 1986 entwickelt und hat sich bewusst außerhalb universitärer und kommunaler Strukturen, wie einem Stadtarchiv, angesiedelt. Zunächst nannte sie sich „Autonome Frauenforschungsstelle Schwarze Witwe“ und stellte damit die Idee der spinnenartigen Vernetzung in den Vordergrund, 2006 gab sie sich den Namen D.I.W.A. („Dokumentation – Information – Wirkung – Austausch“).
Bibliothek und Archiv haben die Aufgabe, bisherige Ergebnisse von Frauen- und Geschlechterforschung zu dokumentieren und sie – ebenso wie in Münster schwer erhältliche Literatur – zugänglich zu machen. Zudem will die Frauenforschungsstelle Frauengeschichte sichtbar machen. Daher werden Materialien zur Frauengeschichte in Münster, z. B. den Projekten der neuen Frauenbewegung, gesammelt, und Nachlässe von Frauen angeworben. Sichtbar wird dieses Anliegen v. a. in den Stadtrundgängen zur Frauengeschichte, die regelmäßig angeboten werden.
Gleichzeitig sollte das Projekt von Anfang an eine lebensweltlich ausgerichtete Anlauf- und Kommunikationsstelle für Frauen sein. Daher bietet D.I.W.A. interkulturelle und Gesundheitsberatung sowie Beratung für Studentinnen an.
Die Frauenforschungsstelle gehört zu den alternativen Bewegungsarchiven, die im Zusammenhang der neuen sozialen Bewegungen entstanden sind. Sie wurde von 1995 bis 2008 von der Stadt Münster unterstützt. Ähnliche Archive mit feministischem Hintergrund entstanden auch in anderen Städten. Sie haben sich zum Dachverband deutschsprachiger Frauen / Lesbenarchive, -bibliotheken und -dokumentationsstellen, i.d.a. zusammengeschlossen.

## Bestand

### Medienbestand
- Sach- und Fachbücher zur Frauen- und Geschlechterforschung
- Romane
- Etwa 120 Zeitschriftentitel aus dem Bereich Frauen- und Geschlechterforschung

### Archiv
- Zeitungsausschnittsammlung (vor allem Artikel aus der lokalen Presse)
- Haus-, Examens-, Magister- und Diplomarbeiten
- Flugblätter, Selbstdarstellungen von Frauengruppen, Prospekte, Tagungs- und Kursprogramme
- Videofilme, Dokumentationen und Reportagen
- Plakate von Veranstaltungen der Frauenbewegung